# Cremanthodium ellisii
Cremanthodium ellisii là một loài thực vật có hoa trong họ Cúc. Loài này được (Hook.f.) Kitam. mô tả khoa học đầu tiên năm 1982.